# Whirlwind I

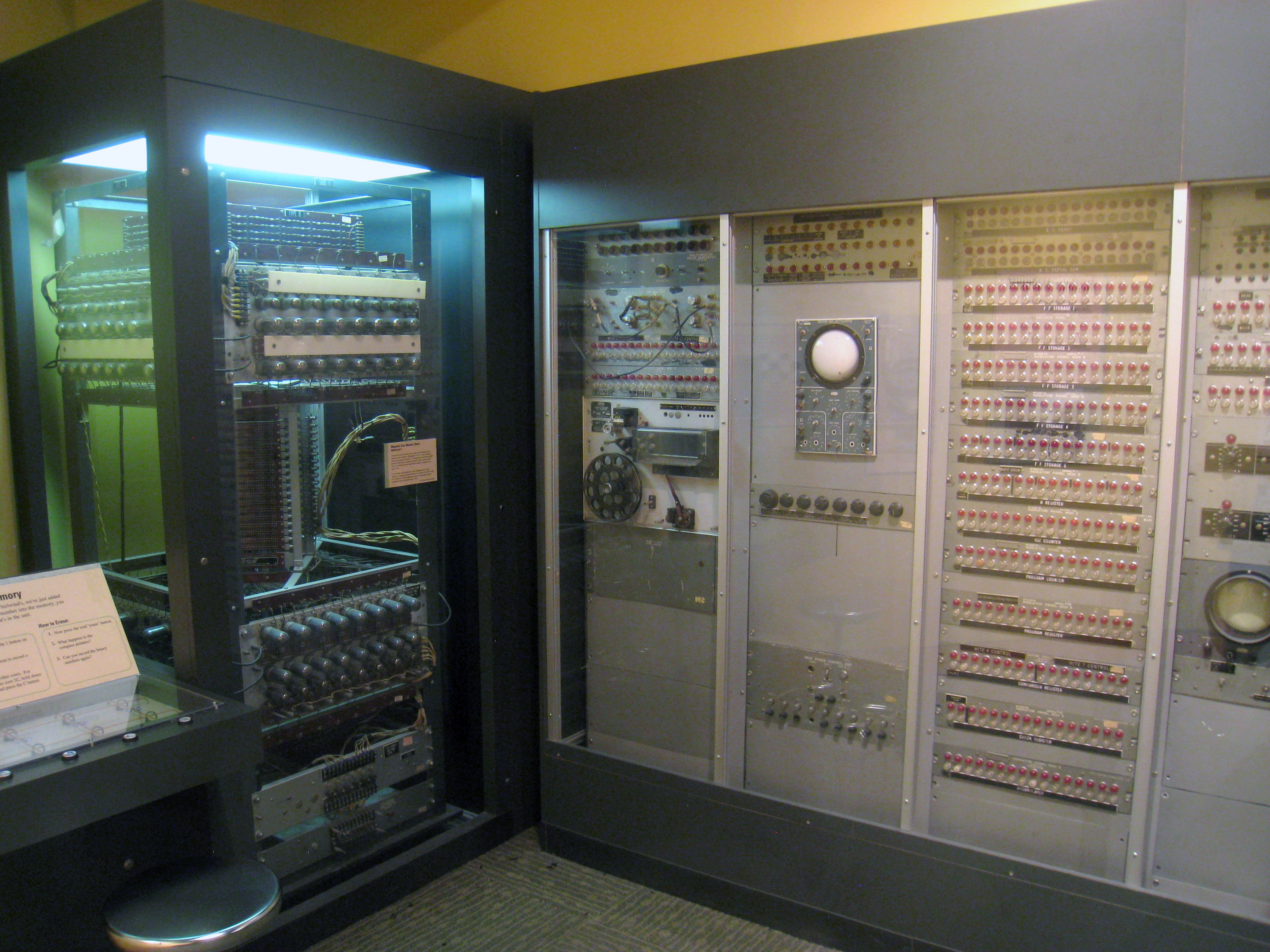
Whirlwind I

Whirlwind I – komputer lampowy zbudowany w Laboratorium Serwomechanizmów MIT w latach 1944–1952 na zamówienie marynarki wojennej USA. Był to pierwszy elektroniczny komputer cyfrowy, który komunikował się z użytkownikiem w czasie rzeczywistym. Jego rozwój bezpośrednio przyczynił się do projektu komputera Whirlwind II, na którym był bazowany system obrony powietrznej SAGE. Miał on również wpływ na komputery biznesowe i minikomputery z lat 60. XX w.

## Powstanie
Podczas II wojny światowej marynarka wojenna USA zwróciła się do MIT z projektem budowy urządzenia do badania stabilności i sterowności samolotów w warunkach symulacji lotu o nazwie ASCA (Aircraft Stability and Control Analyzer). Przewidywali system, w którym komputer w czasie rzeczywistym wyświetlał stan samolotu zależnie od działań pilota. Różnił się od wcześniejszych systemów, takich jak Link Trainer, które służyły głównie do szkolenia pilotów, gdyż miał realizować bardziej realistyczny model aerodynamiki, który można by zastosować do dowolnego modelu samolotu. Było to ważne, bo w tamtych czasach powstawały nowe modeli, które trudno było testować.
Po analizie Laboratorium Serwomechanizmów uznało, że ten projekt jest wykonalny. Marynarka wojenna USA zdecydowała się uruchomić ten projekt pod nazwą Project Whirlwind i laboratorium wybrało Jaya Forrestera na przewodniczącego projektu. Na początku miał to być komputer analogowy, ale okazało się, że był on niedokładny i nieelastyczny. Uznano, że stworzenie analogowego komputera spełniającego wymogi wymagałoby o wiele większego systemu, być może tak dużego, że jego zbudowanie byłoby niemożliwe.
W 1945 roku, Perry Crawford, jeden z członków zespołu, zaproponował, że komputer cyfrowy mógłby być rozwiązaniem. Taki komputer pozwoliłby na zwiększanie dokładności obliczeń przez zmianę wykorzystywanego kodu w programie komputerowym zamiast przez rozbudowywanie maszyny o nowe elementy jak to miało miejsce w przypadku komputera analogowego. O ile taka maszyna byłaby wystarczająco szybka, nie ograniczała ona złożoności symulacji.
Dotychczas tworzone komputery były przeznaczone do wykonywania jednego zadania i działały w trybie wsadowym. Zbiory danych wejściowych były przygotowywane wcześniej i przekazywane do komputera, który obliczał odpowiedzi, a następnie drukował je. Taki sposób działania nie spełniał wymogów stawianych systemowi Whirlwind, który miał na bieżąco reagować na zmieniające się akcje użytkownika. Głównym zagadnieniem do rozważenia była szybkość komputera, gdy w dotychczas istniejących systemach dłuższe oczekiwanie na wyniki było akceptowalne, tutaj zbyt wolne obliczenia mogły znacząco ograniczać złożoność symulacji jakie komputer mógłby przeprowadzać.
Budowa komputera rozpoczęła się pod koniec 1947 lub w 1948 roku. W 1951 roku ogłoszono, że Whirlwind I jest już gotowy do działania i dostępny do naukowych i militarnych badań, pracowało przy nim 175 osób. Budżet projektu wynosił około miliona dolarów rocznie i był wielokrotnie większy niż koszty budowy innych komputerów w tamtym czasie.  Marynarka wojenna USA straciła zainteresowanie projektem, ale Air Force (Siły Powietrzne Stanów Zjednoczonych) były zainteresowane wykorzystaniem komputera w systemie SAGE, a Whirlwind był jedynym komputerem odpowiednim do tego zadania. Przejęli projekt pod nazwą Project Claude.

## Opis techniczny

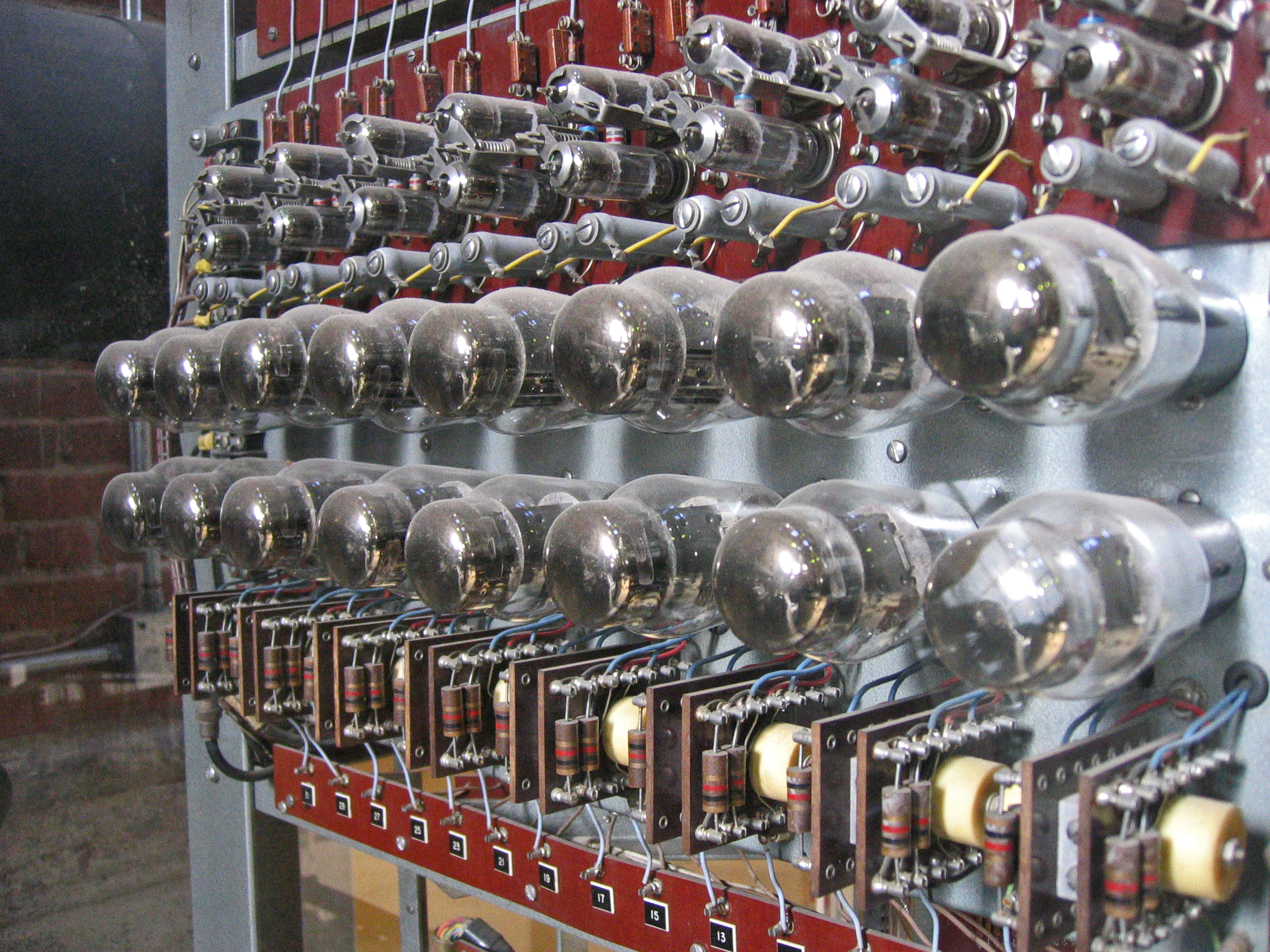
Obwód elektryczny z pamięci operacyjnej Whirlwinda

W 1947 roku Jay Forester i jego współpracownik Robert Everett ukończyli projekt szybkiego komputera, który trzymał instrukcje programu w pamięci. Większość komputerów tamtego okresu było komputerami szeregowymi, używającymi arytmometr jednobitowy, przetwarzającymi długie słowa (najczęściej 48- lub 60-bitowe) po jednym bicie na takt zegara. Taka metoda była zbyt wolna dla ich projektu, więc Whirlwind I zawierał 16 takich arytmometrów, które wykonywały obliczenia na całych 16-bitowych słowach równolegle. W 1951 roku Whirlwind I gdyby pominąć szybkość pamięci byłby w stanie wykonywać 50 000 operacji na sekundę, jednak pamięć ograniczała tę prędkość do 20 000 operacji na sekundę.
Pamięcią zastosowaną na początku (w 1951) w maszynie były rury elektrostatyczne działające podobnie do ekranów CRT, tylko że dane były odczytywane z ekranu i wysyłane ponownie na niego z ewentualnymi zmianami, było to możliwe, gdyż elektrony uderzające w ekran pozostawiały na jego powierzchni ładunki które dało się odczytać. Jednak taka pamięć była zbyt wolna i zawodna, więc Forester próbował znaleźć coś lepszego, ostatecznie wymyślił pamięć ferrytową (zgłosił na nią patenty w latach 1950 i 1951). Została ona pierwszy raz wykorzystana właśnie w komputerze Whirlwind I w 1953 roku co znacznie wpłynęło na jego wydajność (czas dostępu do pamięci spadł z 25 do 9 mikrosekund).

## Sieci obrony powietrznej
Po podłączeniu do eksperymentalnego krótkofalowego radaru wczesnego ostrzegania na Hanscom Field przy użyciu sprzętu Jacka Haringtona i komercyjnych linii telefonicznych, samoloty były śledzone przez Whirlwind I. Następnie powstał komputerowy system obrony powietrznej Cape Cod System, w którym Whirlwind I przetwarzał dane z długodystansowego radaru AN/FPS-3 i w czasie rzeczywistym śledził samoloty, wspomagał operatorów w przygotowywaniu poleceń i wspierał pilotów myśliwców przechwytujących. Projekt większego i szybszego komputera Whirlwind II (nigdy nie zbudowanego) był bazą dla komputera AN/FSQ-7 używanego później w SAGE.

## Pierwszy system operacyjny
8 marca 1955 Doug Ross zaprezentował program "Director" na maszynę Whirlwind I, który jest uznawany za prekursora wczesnych systemów operacyjnych. Był on odpowiedzialny za poprawne uruchamianie wielu programów po kolei bez ingerencji człowieka.

## Wpływ na minikomputery
Projekt komputera Whirlwind I został wykorzystany przez Kena Olsena do stworzenia jego wersji z tranzystorami zamiast lamp elektronowych, znanej jako TX-0. TX-0 osiągnął sukces i planowano rozbudować do większej wersji TX-1, która okazała się zbyt ambitna i musiała być przeprojektowana ma mniejszą wersję TX-2. Ta wersja również okazała się problematyczna i Olsen porzucił ten projekt aby otworzyć Digital Equipment Corporation (DEC). Ich PDP-1 był właściwie połączeniem pomysłów TX-0 i TX-2 w mniejszej obudowie.

## Późniejsze losy
W 1959 roku, Whirlwind I miał zostać zezłomowany przez marynarkę wojenną USA, gdyż był uznany za przestarzały, bo używał lamp zamiast popularnych już wtedy tranzystorów. Jednak Bill Wolf, członek projektu Whirlwind z MIT, przekonał marynarkę aby oni wynajęli mu maszynę za darmo. W 1973 Ken Olsen i Robert Everett uratowali maszynę przed kolejną próbą zezłomowania i stał się on pierwszym eksponatem Digital Computer Museum w Malboro, Massachusetts otwartego w 1979.